# Pădurea Dandara - Corneanca
Pădurea Dandara - Corneanca este o arie protejată (sit de importanță comunitară — SCI) din România, desemnată în scopul protejării biodiversității și menținerii într-o stare de conservare favorabilă a florei spontane și faunei sălbatice, precum și a habitatelor naturale de interes comunitar aflate în arealul zonei de protecție. Aceasta este întinsă pe o suprafață de 546,8 ha, integral pe uscat.

## Localizare
Centrul sitului Pădurea Dandara - Corneanca este situat la coordonatele 44°03′24″N 25°36′34″E / 44.056694°N 25.609444°E. Situl se întinde pe teritoriul administrativ al comunei Toporu din județul Giurgiu și pe cel al comunei Drăgănești-Vlașca din județul Teleorman.

## Înființare
Situl Pădurea Dandara - Corneanca a fost declarat sit de importanță comunitară (ROSCI0422) în ianuarie 2016 pentru a proteja 2 specii de animale.

## Biodiversitate
Situată în ecoregiunea continentală, aria protejată conține 1 habitat natural: Păduri stepice euro-siberiene cu Quercus spp..
La baza desemnării sitului se află mai multe specii protejate de  nevertebrate (2): croitorul mare al stejarului (Cerambyx cerdo), rădașcă (Lucanus cervus).